# 2 Unlimited
2 Unlimited est un groupe belgo-néerlandais d'eurodance, originaire d'Anvers et d'Amsterdam. Actif au début des années 1990, représentatif de la vague Eurodance de l'époque. Ce groupe est formé par les producteurs belges Jean-Paul De Coster et Phil Wilde,,. Le groupe commence sa carrière dans les discothèques européennes avec Get Ready for This en 1991.

## Histoire

### Débuts (1991–1994)
Jean-Paul de Coster et Phil Wilde se rencontrent pour la première fois dans leur ville d'Anvers, en Belgique, et leur première collaboration sous le nom de Bizz Nizz résulte en un single intitulé Don't Miss The Party Line, qui atteint le top 10 au Royaume-Uni,. Les deux décident ensuite de continuer ensemble.
Ils signent au label Byte Records (Belgique). En 1991, le morceau de dance Get Ready for this obtient un succès international. Il atteint la 10e place aux Pays-Bas et atteint la deuxième place au Royaume-Uni et en Australie,. Il se classe même 38e du Billboard Hot 100 trois ans après sa sortie. Le morceau, très populaire, devient l'hymne officiel de la NBA et sera repris dans des films comme Space Jam et Scooby-Doo notamment. Le titre est aussi pris dans des épisodes des Simpson, notamment dans l'épisode Austère Homer, lors d'un défilé de la gay pride. Constatant ce succès, les producteurs décident d'en enregistrer une version vocale. Quelques mois plus tard, les deux producteurs réenregistrent le titre Get Ready for this avec un groupe composé de deux membres : la chanteuse Anita Doth et le rappeur Ray Slijngaard, tous deux néerlandais.
Durant cinq ans (le temps de leur contrat qui prévoyait l'enregistrement de quatre albums et la promo des singles), le duo devient populaire dans plusieurs pays, et des titres comme Get Ready for this, Twilight Zone, No Limit, Tribal Dance, The Real Thing, No One ou Here I Go sont diffusés massivement sur les radios et dans les clubs.

### No Limits!(1993–1994)
En France, c'est essentiellement le titre No Limit qui révèle le groupe. Ce tube se classe no 1 au top 50 pendant 5 semaines durant le printemps 1993, c'est le premier titre Techno qui atteint cette place. Le groupe compte plus de 20 millions d'albums, et un titre de 2 Unlimited est recensé dans plus de 50 millions de compilations. À partir du titre Tribal Dance en 1993 et afin de conquérir le marché sud-américain, toutes les chansons sont ré-enregistrées avec des refrains en espagnol pour leur sortie en single. Le groupe est invité trois fois aux World Music Awards et cumule 200 disques d'or en 1994 (En sachant qu'un disque d'or est attribué avec 100 000 ventes dans les années 1990).
En France, leur second album !No Limits! se vend à plus de 200 000 exemplaires et plus de 800 000 singles sont vendus sur les 5 titres sortis[réf. nécessaire].

### Real Things(1994–1995)
En mai 1994, leur dixième single, The Real Thing attire encore plus l'intérêt, se classant premier des charts néerlandais, et au top 5 en Belgique, en Norvège, et en Suède.
Leur troisième album, Real Things, se classe disque d'or le jour de sa sortie dans plusieurs pays, avec 100 000 exemplaires vendus. Il est leur premier album dans un label britannique.  Leur second single extrait de l'album, No One, ne se classe que deuxième aux Pays-Bas.
En mars 1995, le single qui suit, Here I Go est un autre succès atteignant le top 5 dans leur pays.

### Hits Unlimited(1995–1996)
En octobre 1995, 2 Unlimited sortent la compilation Hits Unlimited, ce qui mène à des rumeurs concernant une éventuelle séparation. Le premier single, Do What's Good for Me, issu de l'album, atteint le top 5 en Finlande, et le top 20 aux Pays-Bas et au Royaume-Uni,. Anita Doth et Ray Slijngaard se séparent en 1996 sur le chemin de carrières en solo infructueuses durant les années suivantes à la suite de divergences entre eux mais aussi avec les deux producteurs qui n'hésitent pas à mettre tout en œuvre pour lancer un nouveau duo en 1998.
Romy van Ooijen et Marjon van Iwaarden, les deux nouvelles chanteuses, rencontreront un succès modéré et une carrière assez courte (un album et trois singles) durant l'année en apportant un nouveau style. Là encore, à la suite de divergences avec les producteurs, Romy van Ooijen quitte le groupe en décembre 1998 et Marjon van Iwaarden fait de même quelques mois plus tard.

### Remixes (1999–2008)
À cette période, les fans n'obtiennent plus que des remixes par la suite sans reformation du groupe. En 2000, 2 Unlimited font leur première apparition dans la série des compilations d'Eurodance Dancemania, en particulier la série Dancemania Speed avec le morceau B4 Za Beat Mix de Twilight Zone.
En 2001, Byte sort finalement Greatest Hits Remixes qui comprend plusieurs nouveaux remixes. Certains d'entre eux sont extraits d'une cassette volée enregistrée en Russie. En 2002, Trance Remixes: Special Edition est publié au Japon avec d'autres remixes non incluses dans les précédentes compilations.
Plus tard vers 2003, ZYX Records sort No Limit 2.3, qui devient un succès modéré, atteignant la 41e place des charts allemands. Il est soutenu par un nouveau duo, Débora Remagen et James Giscombe.

### Réunions (2009–2012)
Le rappeur et la chanteuse (Ray et Anita) remontent sur scène le temps de deux shows à l'occasion de la soirée I Love the 90's Party 2009 à Hasselt, en Belgique, les 11 et 12 avril 2009 et également le 30 avril 2009 pour la fête nationale de la Reine aux Pays-Bas devant 37 000 personnes. Raymond et Anita font une 3e apparition surprise pour trois chansons en deuxième partie du concert Blackout de Milk Inc. le dernier week-end du mois de septembre 2009.
Le 22 janvier 2010 sort leur single In da Name of Love sous le nom de Ray and Anita (et non sous 2 Unlimited pour des raisons de droits). Quelques semaines plus tard, alors que le duo annonçait leur comeback, la presse annonce le 11 janvier 2010 qu'Anita Doth est atteinte d'un cancer du sein. Malgré cette mauvaise nouvelle pour les fans, elle décide de continuer de chanter, quand elle le peut, en étant aussi consciente du fait qu'elle doit suivre son traitement pour vaincre la maladie.
In da Name of Love est sorti dans plus de 30 pays avec l'appui d'Universal Music mais n'a pas vraiment rencontré le succès escompté hors des Pays-Bas et de la Belgique. Une tournée internationale a eu lieu en 2011. En France, Ils participent à la tournée des années '90 Génération Dance Machine. Leur deuxième single, Nothing 2 Lose, sort en octobre 2011 et un album était prévu contenant peut-être les titres Still Unlimited et Retro Future ; 2 titres présentés lors de lives durant l'année 2010.
En 2012, après quelques concerts avec Ray, Anita sort un single solo avec un animateur radio pour un jeu populaire sur une radio FM néerlandaise et fait quelques duos avec des deejays sur des morceaux house et techno.

### Retour officiel (2012–2015)
Un comeback officiel du groupe est annoncé le 12 juillet 2012. Ray et Anita ont désormais le droit de se produire sous le nom de 2 Unlimited et Jean-Paul De Coster reste le producteur exécutif. Le premier concert live du groupe a lieu aux Pays-Bas en mars 2013. Après une tournée intensive en Europe, 2 Unlimited décide de sortir un remix de leur plus grand hit au mois de novembre 2013. Il s'agit de Get Ready! remixé par le DJ Steve Aoki. C'est une nouvelle version de Get Ready for this qui atteint la deuxième place en Angleterre, et aux États-Unis, et qui remporte donc un franc succès à travers le monde[réf. nécessaire]. Le single disponible uniquement en digital comprend aussi deux versions remasterisées de Get Ready for this. 
Un best of intitulé Unlimited Hits and Remixes comprenant de nouveaux remixes est sorti le 19 mai 2014 précédé d'un remix de No Limit le 28 avril. Le groupe était en pause depuis la sortie de Get Ready! puisque Anita venait d'accoucher d'une petite fille. Le retour est donc prévu avec la promo du nouveau remix et du best of. Les fans espèrent de nouveaux titres bien que le producteur exécutif Jean Paul de Coster est formel : il n'y en aura pas dans le best of qui arrive.

### Arrivée de Kim (depuis 2016)
Le 13 août 2016, Kim Vergouwen, remplaçante d'Anita, est révélée au public via la page Facebook de Ray Slijngaard.

## Médias
Plusieurs morceaux des 2 Unlimited sont utilisés dans divers médias. Tribal Dance peut être entendu au début du film d'horreur Destination finale 3 quand les adolescents dansent dans la fête foraine. Le morceau Get Ready for this peut être entendu dans les films Space Jam et Scooby-Doo ;
est repris par Crazy Frog en 2005 ; et est choisi pour une campagne publicitaire de l'US Air Force en septembre 2009. Le morceau No Limit est utilisé par Mentos dans une publicité allemande.
Le morceau Get Ready for this est également l'hymne officiel de la NBA, et diffusé pour accompagner les buts du Valenciennes FC au Stade du Hainaut. Le morceau Twilight Zone est souvent employé en NHL (Ligue Nationale de Hockey) pendant les matches ou la présentation des joueurs.
Les versions européenne et américaine du jeu BioMetal sur Super Nintendo disposent d'une bande son composée par le groupe. Les musiques sont des remix de l'album Get Ready! de 1991.